# 連邦選挙委員会
連邦選挙委員会（れんぽうせんきょいいんかい、Federal Election Commission、FEC）は、1975年に制定されたアメリカ合衆国の独立規制機関の一つであって、合衆国の選挙資金法制を管理・執行する機関である。連邦選挙運動法（Federal Election Campaign Act）への1975年の修正により設置された。その役割は、選挙資金情報を開示すること、寄付を制限・禁止する法令を執行することおよび大統領選挙に関する資金集めを監督すること、とされている。選挙法では、外国籍の人間（永住権保有者を除く）によるいかなる選挙への関与（選挙関連活動および寄付）を認めておらず、これらの行為は違法である。

## 構成員
委員会は6人の委員からなり、これらのメンバーはアメリカ合衆国大統領により指名され、上院により承認される。各委員の任期は6年であり、2年毎に2人ずつ改選される。法律により、同じ政党から3人を超える委員を選ぶことはできず、また委員会の公式な活動には少なくとも4人の賛成投票が必要とされている。この構造は、党派によらない決定を促すために設けられている。
委員長の地位は、1年ごとに各委員の間で持ち回りとされ、1人のメンバーは1度の任期中に2度以上委員長を務めることはない。2024年12月時点での連邦選挙委員会のメンバー構成は、共和党員と民主党員が各3名で、共和党員の1人が委員長、民主党員の1人が副委員長を務めている。

## 職務
委員会の名称は、合衆国の選挙に関する広い権限を有しているかのようであるが、実際にはその役割はほぼ連邦選挙資金法令の管理に限定されている。委員会は、寄付および支出を制限・禁止し、調査を行い、違反を検挙する。調査は、たいてい、相手方候補者、政党、監視団体および一般からの申立てにより始められる。いくつかの選挙運動や組織の遵法状況を監査し、一般から集められる大統領選挙資金を管理する。
連邦選挙委員会は、上院、下院および大統領の各選挙運動から申告される資金をいくら集め使ったかのリスト、住所、雇用主および肩書きを含む200ドル以上の寄付を行った者のリストを含んだ報告書を発行する。データベースは1980年までさかのぼることが可能で、選挙運動に寄付した者の過去の雇用歴および住所の有益なデータベースとなっている。選挙運動において、これらのデータを新たな個人の寄付者を探すために使うことは禁じられている。これを担保する手段として時折ダミーの名前が混ぜ込まれている。なお、この情報を政治活動組織への勧誘の目的で使うことは許されている。この網羅的な選挙運動資金に関する資料は、誰でも利用可能であるが、一般には余り用いられていない。これは、一つには、連邦選挙委員会がほとんど一般に対して、利用可能であることも、その情報の価値も啓蒙していないことが理由である。むしろ、連邦選挙委員会は、その広報費用を候補者、選挙運動などの規制対象に対して費やしている。

## 批判
主要な選挙資金改革を支持するグループなど連邦選挙委員会を批判する者は、連邦選挙委員会が共和・民主の両党により構成されていることで、同機関は実効性が欠けるものであると批判する。また、それらの批判をする者は、選挙法令に違反したことに対する連邦選挙委員会からのペナルティは、その違反があった選挙が実際に行われたずっと後に課せられるとの批判も行っている。連邦選挙委員会を擁護する者は、両党のメンバーの区分けに沿って委員会が二つに分断されることはほとんどないこと、違反に対しての対処時間はシステムそのものとして必然的なものであることを指摘する。申立てを処理するために必要なステップとしては、被申立人が主張に対し反応する時間、調査・法的分析、そして最終的に内容が確認されて罰則を執行するための時間が含まれ、選挙運動の比較的短い期間に比べて必然的にずっと長い時間が必要とされる。